# Liga Mexicana del Pacífico 2012-13
La Temporada 2012-13 de la Liga Mexicana del Pacífico fue la 55.ª edición, llevó el nombre Banorte y comenzó el día 13 de octubre de 2012. 
Los juegos inaugurales se celebraron de la siguiente manera: Hermosillo en Mexicali , Guasave en Los Mochis, Navojoa en Obregón y Mazatlán en Culiacán.
La primera mitad terminó el 23 de noviembre, la segunda mitad terminó el 31 de diciembre de 2012. 
La temporada finalizó el 26 de enero de 2013, con la coronación de los Yaquis de Ciudad Obregón al vencer 4-0 en serie final a los Águilas de Mexicali y de esta manera lograron el primer tricampeonato en la historia.

## Sistema de competencia

### Temporada regular
La temporada regular consta de dos mitades lo cual abarca un total de 68 juegos a disputarse para cada uno de los ocho clubes que conforman a la Liga Mexicana del Pacífico. La primera mitad está integrada de 35 juegos para cada club y la segunda de 33 juegos para cada club. Al término de cada mitad, se asigna un puntaje que va de 3 a 8 puntos en forma ascendente, según la clasificación (standing) general de cada club. A continuación se muestra la distribución de dicho puntaje:
- Primera posición: 8 puntos
- Segunda: 7 puntos
- Tercera: 6 puntos
- Cuarta: 5 puntos
- Quinta: 4,5 puntos
- Sexta: 4 puntos
- Séptima: 3,5 puntos
- Octava: 3 puntos

### Postemporada
Tras el término de la segunda vuelta, los seis equipos con mayor puntaje sobre la base de las dos mitades de la temporada regular pasan a la etapa denominada postemporada (play-offs). En esta etapa, los equipos se enfrentan entre sí en una serie de siete juegos donde deben ganar cuatro para avanzar a las semifinales. Es importante señalar que los tres equipos que obtuvieron mayor puntaje en la temporada regular empiezan la serie con dos juegos en su estadio (esta etapa de juego es conocida como «repesca»), para continuar con tres partidos en el estadio contrario y finalmente concretar la serie de nuevo en su estadio. Estos últimos dos juegos no son necesarios si alguno de los equipos obtiene una ventaja clara en la serie sobre su rival.

### Semifinales
Para la etapa de semifinales, pasan los tres equipos con mejor posición en el standing de juegos ganados y perdidos más uno adicional que es denominado «mejor perdedor», el cual resulta de poseer la mayor cantidad de juegos ganados en la repesca, principalmente. De esta manera, el mejor perdedor se enfrenta como visitante al equipo mejor situado del standing en una serie, mientras que el segundo y el tercero hacen lo mismo a su vez. En el caso del mejor perdedor, no puede enfrentarse al equipo con el que disputó la primera fase de play-offs.

### Final
Se da entre los equipos que ganaron en la etapa de semifinales.

## Equipos participantes
| Liga Mexicana del Pacífico 2012-13 |           |                          |                           |                          |           |
| Equipo                             | Fundación | Mánager                  | Ciudad                    | Estadio                  | Capacidad |
| Águilas de Mexicali                | 1948      | Miguel Ojeda             | Mexicali, Baja California | Casas GEO                | 17,000    |
| Algodoneros de Guasave             | 1970      | Enrique Reyes            | Guasave, Sinaloa          | Francisco Carranza Limón | 8,000     |
| Cañeros de Los Mochis              | 1947      | Juan Francisco Rodríguez | Los Mochis, Sinaloa       | Emilio Ibarra Almada     | 11,000    |
| Mayos de Navojoa                   | 1950      | Lorenzo Bundy            | Navojoa, Sonora           | Manuel Ciclón Echeverría | 12,500    |
| Naranjeros de Hermosillo           | 1944      | Homar Rojas              | Hermosillo, Sonora        | Héctor Espino            | 15,000    |
| Tomateros de Culiacán              | 1965      | Lino Rivera              | Culiacán, Sinaloa         | General Ángel Flores     | 16,000    |
| Venados de Mazatlán                | 1945      | Alfonso Jiménez          | Mazatlán, Sinaloa         | Teodoro Mariscal         | 12,000    |
| Yaquis de Ciudad Obregón           | 1947      | Eddie Díaz               | Ciudad Obregón, Sonora    | Tomás Oroz Gaytán        | 13,000    |

## Standings

### Primera vuelta
| Equipos                  | JJ | JG | JP | JE | JV   | PCT  | PTS |
| ------------------------ | -- | -- | -- | -- | ---- | ---- | --- |
| Tomateros de Culiacán    | 35 | 22 | 13 | -  | -    | .629 | 8   |
| Algodoneros de Guasave   | 35 | 21 | 14 | -  | 1.0  | .600 | 7   |
| Yaquis de Ciudad Obregón | 35 | 21 | 14 | -  | 1.0  | .600 | 6   |
| Águilas de Mexicali      | 35 | 18 | 17 | -  | 4.0  | .514 | 5   |
| Naranjeros de Hermosillo | 35 | 17 | 18 | -  | 5.0  | .486 | 4.5 |
| Cañeros de Los Mochis    | 35 | 16 | 19 | -  | 6.0  | .457 | 4   |
| Mayos de Navojoa         | 35 | 14 | 21 | -  | 8.0  | .400 | 3.5 |
| Venados de Mazatlán      | 35 | 11 | 24 | -  | 11.0 | .314 | 3   |

- Actualizado el 23 de noviembre de 2012.

### Segunda vuelta
| Equipos                  | JJ | JG | JP | JE | JV   | PCT  | PTS |
| ------------------------ | -- | -- | -- | -- | ---- | ---- | --- |
| Tomateros de Culiacán    | 31 | 21 | 10 | -  | -    | .677 | 8   |
| Águilas de Mexicali      | 32 | 18 | 14 | -  | 3.5  | .563 | 7   |
| Venados de Mazatlán      | 32 | 16 | 16 | -  | 5.5  | .500 | 6   |
| Yaquis de Ciudad Obregón | 33 | 16 | 16 | 1  | 5.5  | .500 | 5   |
| Algodoneros de Guasave   | 32 | 16 | 16 | -  | 5.5  | .500 | 4.5 |
| Mayos de Navojoa         | 33 | 16 | 17 | -  | 6.0  | .485 | 4   |
| Naranjeros de Hermosillo | 33 | 16 | 17 | -  | 6.0  | .485 | 3.5 |
| Cañeros de Los Mochis    | 32 | 9  | 22 | 1  | 12.0 | .290 | 3   |

- Actualizado el 31 de diciembre de 2013.

### Standings General
| Equipos                  | JJ | JG | JP | JE | JV   | PCT  | PTS  |
| ------------------------ | -- | -- | -- | -- | ---- | ---- | ---- |
| Tomateros de Culiacán    | 66 | 43 | 23 | -  | -    | .652 | 16   |
| Águilas de Mexicali      | 67 | 36 | 31 | -  | 7.5  | .537 | 12   |
| Algodoneros de Guasave   | 67 | 37 | 30 | -  | 6.5  | .552 | 11.5 |
| Yaquis de Ciudad Obregón | 68 | 37 | 30 | 1  | 7.0  | .552 | 11   |
| Venados de Mazatlán      | 67 | 27 | 40 | -  | 15.5 | .403 | 9    |
| Naranjeros de Hermosillo | 68 | 33 | 35 | -  | 11.0 | .485 | 8    |
| Mayos de Navojoa         | 68 | 30 | 38 | -  | 14.0 | .441 | 7.5  |
| Cañeros de Los Mochis    | 67 | 25 | 41 | 1  | 18.5 | .379 | 7    |

| Avanza a los playoffs |

## Playoffs
|  | Primer Play Off | Primer Play Off | Primer Play Off |          |          | Semifinales | Semifinales | Semifinales |  |         | Final   | Final | Final |  |
|  |                 |                 |                 |          |          |             |             |             |  |         |         |       |       |  |
|  |                 |                 |                 |          |          |             |             |             |  |         |         |       |       |  |
|  | Obregón         | Obregón         | 3               |          |          |             |             |             |  |         |         |       |       |  |
|  | Obregón         | Obregón         | 3               |          |          |             |             |             |  |         |         |       |       |  |
|  | Guasave         | Guasave         | 4               |          |          |             |             |             |  |         |         |       |       |  |
|  | Guasave         | Guasave         | 4               |          | Mexicali | Mexicali    | 4           |             |  |         |         |       |       |  |
|  |                 |                 |                 |          | Mexicali | Mexicali    | 4           |             |  |         |         |       |       |  |
|  |                 |                 | Guasave         | Guasave  | 3        |             |             |             |  |         |         |       |       |  |
|  | Mazatlán        | Mazatlán        | Guasave         | Guasave  | 3        | 3           |             |             |  |         |         |       |       |  |
|  | Mazatlán        | Mazatlán        |                 |          |          |             |             |             |  |         |         |       |       |  |
|  | Mexicali        | Mexicali        | 4               |          |          |             |             |             |  |         |         |       |       |  |
|  | Mexicali        | Mexicali        | 4               |          |          |             |             |             |  | Obregón | Obregón | 4     |       |  |
|  |                 |                 |                 |          |          |             |             |             |  | Obregón | Obregón | 4     |       |  |
|  |                 |                 | Mexicali        | Mexicali | 0        |             |             |             |  |         |         |       |       |  |
|  |                 |                 | Mexicali        | Mexicali | 0        |             |             |             |  |         |         |       |       |  |
|  |                 |                 |                 |          |          |             |             |             |  |         |         |       |       |  |
|  |                 |                 |                 |          |          |             |             |             |  |         |         |       |       |  |
|  |                 | Obregón         | Obregón         | 4        |          |             |             |             |  |         |         |       |       |  |
|  |                 |                 |                 | 4        |          |             |             |             |  |         |         |       |       |  |
|  |                 |                 | Culiacán        | Culiacán | 1        |             |             |             |  |         |         |       |       |  |
|  | Hermosillo      | Hermosillo      | Culiacán        | Culiacán | 1        | 0           |             |             |  |         |         |       |       |  |
|  | Hermosillo      | Hermosillo      |                 |          |          |             |             |             |  |         |         |       |       |  |
|  | Culiacán        | Culiacán        | 4               |          |          |             |             |             |  |         |         |       |       |  |
|  | Culiacán        | Culiacán        | 4               |          |          |             |             |             |  |         |         |       |       |  |
|  |                 |                 |                 |          |          |             |             |             |  |         |         |       |       |  |

### Primer Play Off
| Equipos                  | JJ | JG | JP | JE | JV  | PCT   |
| ------------------------ | -- | -- | -- | -- | --- | ----- |
| Tomateros de Culiacán    | 4  | 4  | 0  | -  | -   | 1.000 |
| Algodoneros de Guasave   | 7  | 4  | 3  | -  | -   | .571  |
| Águilas de Mexicali      | 7  | 4  | 3  | -  | -   | .571  |
| Yaquis de Ciudad Obregón | 7  | 3  | 4  | -  | 1.0 | .429  |
| Venados de Mazatlán      | 7  | 3  | 4  | -  | 1.0 | .429  |
| Naranjeros de Hermosillo | 4  | 0  | 4  | -  | 4.0 | .000  |

| Avanza a semifinales |

| Avanza como comodín |

### Semifinales
| Equipos                  | JJ | JG | JP | JE | JV  | PCT  |
| ------------------------ | -- | -- | -- | -- | --- | ---- |
| Yaquis de Ciudad Obregón | 5  | 4  | 1  | -  | -   | .800 |
| Águilas de Mexicali      | 7  | 4  | 3  | -  | -   | .571 |
| Algodoneros de Guasave   | 7  | 3  | 4  | -  | 1.0 | .429 |
| Tomateros de Culiacán    | 5  | 1  | 4  | -  | 3.0 | .200 |

| Avanza a la Final |

### Final
| Equipos                  | JJ | JG | JP | JE | JV  | PCT   |
| ------------------------ | -- | -- | -- | -- | --- | ----- |
| Yaquis de Ciudad Obregón | 4  | 4  | 0  | -  | -   | 1.000 |
| Águilas de Mexicali      | 4  | 0  | 4  | -  | 4.0 | .000  |

| Campeón |

## Cuadro de honor
| Equipos                  | Posición   |
| ------------------------ | ---------- |
| Yaquis de Ciudad Obregón | Campeón    |
| Águilas de Mexicali      | Subcampeón |
| Algodoneros de Guasave   | 3° Lugar   |
| Tomateros de Culiacán    | 4° Lugar   |
| Venados de Mazatlán      | 5° Lugar   |
| Naranjeros de Hermosillo | 6° Lugar   |
| Mayos de Navojoa         | 7° Lugar   |
| Cañeros de Los Mochis    | 8° Lugar   |

## Líderes
A continuación se muestran los lideratos tanto individuales como colectivos de los diferentes departamentos de bateo y de pitcheo.

### Bateo
| Categoría               | Individual              | Marca | Colectivo                               | Marca |
| ----------------------- | ----------------------- | ----- | --------------------------------------- | ----- |
| Porcentaje              | Alfredo Amezaga (OBR)   | .344  | Algodoneros de Guasave                  | .276  |
| Carreras Producidas     | Bárbaro Canizares (OBR) | 66    | Águilas de Mexicali                     | 343   |
| Home Runs               | Jesse Gutiérrez (HMO)   | 20    | Tomateros de Culiacán                   | 97    |
| Carreras Anotadas       | Chris Roberson (MXL)    | 62    | Águilas de Mexicali                     | 358   |
| Hits                    | Kraig Binick (NAV)      | 87    | Algodoneros de Guasave Mayos de Navojoa | 625   |
| Dobles                  | Zelous Wheeler (GVE)    | 21    | Águilas de Mexicali                     | 123   |
| Triples                 | Chris Roberson (MXL)    | 6     | Águilas de Mexicali                     | 11    |
| Bases Robadas           | Chris Roberson (MXL)    | 30    | Yaquis de Ciudad Obregón                | 68    |
| Slugging                | Chris Colabello (GVE)   | .644  | Tomateros de Culiacán                   | .446  |
| Porcentaje de Embasarse | Bárbaro Canizares (OBR) | .430  | Tomateros de Culiacán                   | .351  |

### Pitcheo
| Categoría             | Individual                                 | Marca | Colectivo                                                                              | Marca |
| --------------------- | ------------------------------------------ | ----- | -------------------------------------------------------------------------------------- | ----- |
| Efectividad           | Alejandro Armenta (CUL)                    | 2.52  | Tomateros de Culiacán                                                                  | 3.33  |
| Juegos Ganados        | Amauri Sanit (CUL)                         | 8     | Tomateros de Culiacán                                                                  | 43    |
| Porcentaje de Ganados | Alejandro Armenta Francisco Campos (CUL)   | .857  | Tomateros de Culiacán                                                                  | .632  |
| Ponches               | Javier Martínez (NAV)                      | 70    | Águilas de Mexicali                                                                    | 509   |
| Juegos Salvados       | Oscar Villareal (MXL)                      | 17    | Águilas de Mexicali                                                                    | 22    |
| Juegos Lanzados       | Adrián Ramírez(GVE)                        | 40    |                                                                                        |       |
| Innings Lanzados      | Marco Carrillo (OBR)                       | 86.1  | Yaquis de Ciudad Obregón                                                               | 615.0 |
| Juegos Completos      | Marco Carrillo (OBR) Javier Martínez (NAV) | 1     | Tomateros de Culiacán Algodoneros de Guasave Yaquis de Ciudad Obregón Mayos de Navojoa | 1     |
| Blanqueadas           | No hubo                                    | -     | Yaquis de Ciudad Obregón Águilas de Mexicali Tomateros de Culiacán                     | 4     |

## Designaciones
| Designación                           | Trofeo             | Ganador                            | Equipo                   |
| ------------------------------------- | ------------------ | ---------------------------------- | ------------------------ |
| Jugador Más Valioso                   | Héctor Espino      | Bárbaro Canizares                  | Yaquis de Ciudad Obregón |
| Pitcher del Año                       | Vicente Romo       | Alejandro Armenta                  | Tomateros de Culiacán    |
| Novato del año                        | Baldomero Almada   | David Reyes                        | Yaquis de Ciudad Obregón |
| Mánager del Año                       | Benjamín Reyes     | Lino Rivera                        | Tomateros de Culiacán    |
| Mánager Campeón                       | Francisco Estrada  | Eddie Díaz                         | Yaquis de Ciudad Obregón |
| Jugador más Valioso de la Serie Final |                    | Luis Ignacio Ayala Carlos Valencia | Yaquis de Ciudad Obregón |
| Campeón de Bateo                      | Matías Carrillo    | Alfredo Amézaga                    | Yaquis de Ciudad Obregón |
| Campeón de Pitcheo                    |                    | Alejandro Armenta                  | Tomateros de Culiacán    |
| Campeón de Cuadrangulares             | Ronnie Camacho     | Jesse Gutiérrez                    | Naranjeros de Hermosillo |
| Ejecutivo del año                     | Horacio López Díaz | René Arturo Rodríguez              | Yaquis de Ciudad Obregón |
| Gerente del año                       | Abundio Vargas     | NO SE DESIGNÓ                      |                          |

## Guantes de Oro
A continuación se muestran a los ganadores de los Guantes de Oro de la temporada.
| Posición | Jugador               | Equipo                   |
| 1B       | Wes Bankston          | Mayos de Navojoa         |
| 2B       | José Manuel Rodríguez | Algodoneros de Guasave   |
| 3B       | Agustín Murillo       | Yaquis de Ciudad Obregón |
| SS       | Luis Borges           | Naranjeros de Hermosillo |
| OF       | Douglas Clark         | Yaquis de Ciudad Obregón |
| OF       | Kraig Binick          | Mayos de Navojoa         |
| OF       | Luis Mauricio Suárez  | Cañeros de Los Mochis    |
| C        | Gerónimo Gil          | Águilas de Mexicali      |
| P        | Héctor Velázquez      | Mayos de Navojoa         |